# Lijst van uitzonderlijk onroerend erfgoed van Wallonië
Deze lijst geeft een overzicht van de 230 monumenten en sites aangeduid als uitzonderlijk onroerend erfgoed van Wallonië. Dat werd een eerste keer vastgesteld door de Waalse regering in 1993, en is sindsdien geregeld uitgebreid met nieuwe erfgoedobjecten.
| Erfgoedobject                                                                        | Plaats                                                         | Gemeente                        | Provincie     | Afbeelding |
| ------------------------------------------------------------------------------------ | -------------------------------------------------------------- | ------------------------------- | ------------- | ---------- |
| Hoeve van Wahenges                                                                   | Sluizen                                                        | Bevekom                         | Waals-Brabant |            |
| Sint-Martinuskerk                                                                    | Tourinnes-la-Grosse                                            | Bevekom                         | Waals-Brabant |            |
| Heilig Bloedkapel en kasteel van Bois-Seigneur-Isaac                                 | Bois-Seigneur-Isaac                                            | Eigenbrakel                     | Waals-Brabant |            |
| Slagveld van Waterloo                                                                |                                                                | Eigenbrakel, Lasne, Waterloo    | Waals-Brabant |            |
| Schandpaal                                                                           | Kasteelbrakel                                                  | Kasteelbrakel                   | Waals-Brabant |            |
| Tumuli van Noirmont                                                                  | Noirmont                                                       | Chastre                         | Waals-Brabant |            |
| Onze-Lieve-Vrouw-ten-Hemelopnemingkerk                                               | Longueville                                                    | Chaumont-Gistoux                | Waals-Brabant |            |
| Tumuli van Bonlez                                                                    | Bonlez                                                         | Chaumont-Gistoux                | Waals-Brabant |            |
| Praalgraf Goblet d’Alviella                                                          | Court-Saint-Étienne                                            | Court-Saint-Étienne             | Waals-Brabant |            |
| Orgel van de Onze-Lieve-Vrouwekerk                                                   | Bossut-Gottechain                                              | Grez-Doiceau                    | Waals-Brabant |            |
| Tumulus van Glimes                                                                   | Glimes                                                         | Incourt                         | Waals-Brabant |            |
| Sint-Medarduskerk                                                                    | Geldenaken                                                     | Geldenaken                      | Waals-Brabant |            |
| Hoeve van La Ramée                                                                   | Jauchelette                                                    | Geldenaken                      | Waals-Brabant |            |
| Solvaydomein                                                                         | Terhulpen                                                      | Terhulpen                       | Waals-Brabant |            |
| Zoniënwoud                                                                           |                                                                | Terhulpen, Waterloo             | Waals-Brabant |            |
| Sint-Gertrudiskerk                                                                   | Nijvel                                                         | Nijvel                          | Waals-Brabant |            |
| Grotten van Folx-les-Caves                                                           | Folx-les-Caves                                                 | Orp-Jauche                      | Waals-Brabant |            |
| Tumulus van Hottomont                                                                | Grand-Rosière                                                  | Ramillies                       | Waals-Brabant |            |
| Kasteel de Merode                                                                    | Rixensart                                                      | Rixensart                       | Waals-Brabant |            |
| Abdijruïne van Villers                                                               | Villers-la-Ville                                               | Villers-la-Ville                | Waals-Brabant |            |
| Tumuli van Libersart                                                                 | Tourinnes-Saint-Lambert                                        | Walhain                         | Waals-Brabant |            |
| Romeinse villa                                                                       | Neerwaver                                                      | Wavre                           | Waals-Brabant |            |
| Kasteel Burbant                                                                      | Ath                                                            | Ath                             | Henegouwen    |            |
| Mausoleum d'Oultremont                                                               | Houtaing                                                       | Ath                             | Henegouwen    |            |
| Kasteel van Belœil                                                                   | Belœil                                                         | Belœil                          | Henegouwen    |            |
| Stadswallen van Binche                                                               | Binche                                                         | Binche                          | Henegouwen    |            |
| Stadhuis en Belfort van Binche                                                       | Binche                                                         | Binche                          | Henegouwen    |            |
| Église Notre-Dame du Travail de Bray                                                 | Bray                                                           | Binche                          | Henegouwen    |            |
| Kasteel van Boussu                                                                   | Boussu                                                         | Boussu                          | Henegouwen    |            |
| Grafkapel in de Sint-Gorikskerk                                                      | Boussu                                                         | Boussu                          | Henegouwen    |            |
| Le Grand-Hornu                                                                       | Boussu                                                         | Boussu                          | Henegouwen    |            |
| Kasteel van Attre                                                                    | Attre                                                          | Brugelette                      | Henegouwen    |            |
| Stadhuis en belfort van Charleroi                                                    | Charleroi                                                      | Charleroi                       | Henegouwen    |            |
| Bois du Cazier                                                                       | Marcinelle                                                     | Charleroi                       | Henegouwen    |            |
| Inkomhal van het Bâtiment Gramme van de Université du Travail de Charleroi           | Charleroi                                                      | Charleroi                       | Henegouwen    |            |
| Theater van het Kasteel van Chimay                                                   | Chimay                                                         | Chimay                          | Henegouwen    |            |
| Franc Bois                                                                           | Lompret                                                        | Chimay                          | Henegouwen    |            |
| Kasteel van Écaussinnes-Lalaing                                                      | Écaussinnes-Lalaing                                            | Écaussinnes                     | Henegouwen    |            |
| Kasteel van La Follie                                                                | Écaussinnes-d'Enghien                                          | Écaussinnes                     | Henegouwen    |            |
| Park van Edingen                                                                     | Edingen, Hoves                                                 | Edingen, Silly                  | Henegouwen    |            |
| Orgel van de Sint-Martinuskerk                                                       | Mark                                                           | Edingen                         | Henegouwen    |            |
| Abdij van Bonne-Espérance                                                            | Vellereille-les-Brayeux                                        | Estinnes                        | Henegouwen    |            |
| Bois-du-Luc                                                                          | Houdeng-Aimeries                                               | La Louvière                     | Henegouwen    |            |
| Scheepsliften op het Centrumkanaal                                                   | Houdeng-Goegnies, Houdeng-Aimeries, Strépy-Bracquegnies, Thieu | La Louvière, Le Rœulx           | Henegouwen    |            |
| Kasteel van Le Rœulx                                                                 | Le Rœulx                                                       | Le Rœulx                        | Henegouwen    |            |
| Gasthuis Onze-Lieve-Vrouw met de Roos                                                | Lessines                                                       | Lessines                        | Henegouwen    |            |
| Sint-Ursmaruskerk                                                                    | Lobbes                                                         | Lobbes                          | Henegouwen    |            |
| Linde van Macon                                                                      | Macon                                                          | Momignies                       | Henegouwen    |            |
| Sint-Waltrudiskerk                                                                   | Bergen                                                         | Bergen                          | Henegouwen    |            |
| Stadhuis van Bergen                                                                  | Bergen                                                         | Bergen                          | Henegouwen    |            |
| Belfort van Bergen                                                                   | Bergen                                                         | Bergen                          | Henegouwen    |            |
| Muurresten van het grafelijk kasteel                                                 | Bergen                                                         | Bergen                          | Henegouwen    |            |
| Orgel en meubilair van de Sint-Niklaaskerk                                           | Bergen                                                         | Bergen                          | Henegouwen    |            |
| Huis Au Blan Lévrié                                                                  | Bergen                                                         | Bergen                          | Henegouwen    |            |
| Tour Valenciennoise                                                                  | Bergen                                                         | Bergen                          | Henegouwen    |            |
| Maison Losseau                                                                       | Bergen                                                         | Bergen                          | Henegouwen    |            |
| Ondergrondse steengroeve La Malogne                                                  | Cuesmes                                                        | Bergen                          | Henegouwen    |            |
| Neolithische vuursteenmijnen in Spiennes                                             | Spiennes                                                       | Bergen                          | Henegouwen    |            |
| Domein van Mariemont                                                                 | Morlanwelz                                                     | Morlanwelz                      | Henegouwen    |            |
| Orgel van de Sint-Bartholomeüskerk                                                   | Moeskroen                                                      | Moeskroen                       | Henegouwen    |            |
| Basiliek van Onze-Lieve-Vrouw van Goede Bijstand                                     | Bon-Secours                                                    | Péruwelz                        | Henegouwen    |            |
| Archeologische site Bons Villers en castellum Brunehaut                              | Liberchies                                                     | Liberchies                      | Henegouwen    |            |
| Kasteel van Seneffe                                                                  | Seneffe                                                        | Seneffe                         | Henegouwen    |            |
| Sint-Vincentiuskerk                                                                  | Zinnik                                                         | Zinnik                          | Henegouwen    |            |
| Belfort van Thuin                                                                    | Thuin                                                          | Thuin                           | Henegouwen    |            |
| Hangende tuinen                                                                      | Thuin                                                          | Thuin                           | Henegouwen    |            |
| Abdij van Aulne                                                                      | Gozée                                                          | Thuin                           | Henegouwen    |            |
| Onze-Lieve-Vrouwekathedraal                                                          | Doornik                                                        | Doornik                         | Henegouwen    |            |
| Belfort van Doornik                                                                  | Doornik                                                        | Doornik                         | Henegouwen    |            |
| Sint-Jacobskerk                                                                      | Doornik                                                        | Doornik                         | Henegouwen    |            |
| Jezuïetenhuizen                                                                      | Doornik                                                        | Doornik                         | Henegouwen    |            |
| Museum voor Schone Kunsten                                                           | Doornik                                                        | Doornik                         | Henegouwen    |            |
| Tour Henri VIII                                                                      | Doornik                                                        | Doornik                         | Henegouwen    |            |
| Collégiale Saint-Georges et Sainte-Ode                                               | Amay                                                           | Amay                            | Luik          |            |
| Romaanse toren                                                                       | Amay                                                           | Amay                            | Luik          |            |
| Orgel van de Abdij van Flône                                                         | Flône                                                          | Amay                            | Luik          |            |
| Kasteel van Jehay                                                                    | Jehay                                                          | Amay                            | Luik          |            |
| Muurschilderingen van de Sint-Maximiniuskerk in de hoeve van de Sint-Laurentiusabdij | Anthisnes                                                      | Anthisnes                       | Luik          |            |
| Sint-Pieterskerk                                                                     | Hody                                                           | Anthisnes                       | Luik          |            |
| Tumulus van Othée                                                                    | Awans                                                          | Awans                           | Luik          |            |
| Grotten van Remouchamps en Verdwijngat van Sécheval                                  | Remouchamps                                                    | Aywaille                        | Luik          |            |
| Vallei van de Ninglinspo                                                             | Sougné-Remouchamps                                             | Aywaille                        | Luik          |            |
| Heid des Gattes                                                                      | Sougné-Remouchamps                                             | Aywaille                        | Luik          |            |
| Fonds de Quarreux                                                                    | Sougné-Remouchamps, Stoumont                                   | Aywaille                        | Luik          |            |
| Steenkoolmijn van Blegny                                                             | Blegny                                                         | Blegny                          | Luik          |            |
| Tumulus van Avennes                                                                  | Braives                                                        | Braives                         | Luik          |            |
| Kasteel van Vervoz                                                                   | Clavier                                                        | Clavier                         | Luik          |            |
| Rotsen van Comblain-au-Pont                                                          | Comblain-au-Pont                                               | Comblain-au-Pont                | Luik          |            |
| Grotten van Lyell en van Rosée                                                       | Engis                                                          | Engis                           | Luik          |            |
| Plateau van Esneux, Roche aux Faucons en Ham                                         | Esneux                                                         | Neupré                          | Luik          |            |
| Kasteel van Waleffe                                                                  | Faimes                                                         | Faimes                          | Luik          |            |
| Tumulus van Saives                                                                   | Celles                                                         | Faimes                          | Luik          |            |
| Sint-Pieter-en-Pauluskapel                                                           | Vieuxville                                                     | Ferrières                       | Luik          |            |
| Orgel van de Sint-Mathiaskerk                                                        | Flémalle                                                       | Flémalle                        | Luik          |            |
| Grottes Schmerling                                                                   | Awirs                                                          | Flémalle                        | Luik          |            |
| Kasteel van Aigremont                                                                | Awirs                                                          | Flémalle                        | Luik          |            |
| Tumuli van Omal                                                                      | Omal                                                           | Geer                            | Luik          |            |
| Sint-Pieterskerk                                                                     | Xhignesse                                                      | Hamoir                          | Luik          |            |
| Tumulus van Avernas                                                                  | Avernas-le-Bauduin                                             | Hannuit                         | Luik          |            |
| Tumuli van Merdorp                                                                   | Merdorp                                                        | Hannuit                         | Luik          |            |
| Brug van Wandre                                                                      | Herstal                                                        | Herstal                         | Luik          |            |
| Onze-Lieve-Vrouwekerk                                                                | Hoei                                                           | Hoei                            | Luik          |            |
| Bassiniafontein                                                                      | Hoei                                                           | Hoei                            | Luik          |            |
| Sint-Pauluskathedraal                                                                | Luik                                                           | Luik                            | Luik          |            |
| Sint-Martinusbasiliek                                                                | Luik                                                           | Luik                            | Luik          |            |
| Sint-Bartolomeüskerk                                                                 | Luik                                                           | Luik                            | Luik          |            |
| Heilig Kruiskerk                                                                     | Luik                                                           | Luik                            | Luik          |            |
| Sint-Denijskerk                                                                      | Luik                                                           | Luik                            | Luik          |            |
| Sint-Jacobskerk                                                                      | Luik                                                           | Luik                            | Luik          |            |
| Sint-Janskerk                                                                        | Luik                                                           | Luik                            | Luik          |            |
| Orgel van de Sint-Rochuskapel                                                        | Luik                                                           | Luik                            | Luik          |            |
| Abdijkerk van Onze-Lieve-Vrouw van de Vrede                                          | Luik                                                           | Luik                            | Luik          |            |
| Stadhuis van Luik                                                                    | Luik                                                           | Luik                            | Luik          |            |
| Paleis van de Prins-bisschoppen                                                      | Luik                                                           | Luik                            | Luik          |            |
| Perroenfontein                                                                       | Luik                                                           | Luik                            | Luik          |            |
| Le Forum                                                                             | Luik                                                           | Luik                            | Luik          |            |
| Hôtel d'Ansembourg                                                                   | Luik                                                           | Luik                            | Luik          |            |
| Hôtel de Hayme de Bomal                                                              | Luik                                                           | Luik                            | Luik          |            |
| Curtiuspaleis                                                                        | Luik                                                           | Luik                            | Luik          |            |
| Hôtel Torrentius                                                                     | Luik                                                           | Luik                            | Luik          |            |
| Academische Zaal van de Universiteit van Luik                                        | Luik                                                           | Luik                            | Luik          |            |
| Athénée Léonie de Waha                                                               | Luik                                                           | Luik                            | Luik          |            |
| Villa L'Aube                                                                         | Luik                                                           | Luik                            | Luik          |            |
| Maison Comblen                                                                       | Luik                                                           | Luik                            | Luik          |            |
| Hôtel de Sélys-Longchamps                                                            | Luik                                                           | Luik                            | Luik          |            |
| Gebouw van de Société littéraire de Liège                                            | Luik                                                           | Luik                            | Luik          |            |
| Pont de Fragnée                                                                      | Luik                                                           | Luik                            | Luik          |            |
| Cybernetische toren                                                                  | Luik                                                           | Luik                            | Luik          |            |
| Houten huis in de Rue des Marêts                                                     | Wandre                                                         | Luik                            | Luik          |            |
| Bovenstad                                                                            | Limburg                                                        | Limburg                         | Luik          |            |
| Sint-Joriskerk                                                                       | Limburg                                                        | Limburg                         | Luik          |            |
| Maison Villers                                                                       | Malmedy                                                        | Malmedy                         | Luik          |            |
| Kapelinterieur van het Kasteel Belle-Maison                                          | Marchin                                                        | Marchin                         | Luik          |            |
| Kasteel van Modave                                                                   | Modave                                                         | Modave                          | Luik          |            |
| Sint-Antonius-Heremiet-en-Aolloniakerk                                               | Pepinster                                                      | Pepinster                       | Luik          |            |
| Kasteel van Warfusée                                                                 | Saint-Georges                                                  | Saint-Georges                   | Luik          |            |
| Tumulus van Yernawe                                                                  | Saint-Georges                                                  | Saint-Georges                   | Luik          |            |
| Kasteel van Ordange                                                                  | Jemeppe-sur-Meuse                                              | Seraing                         | Luik          |            |
| Abdij van Val-Saint-Lambert                                                          | Seraing                                                        | Seraing                         | Luik          |            |
| Galerie Léopold II                                                                   | Spa                                                            | Spa                             | Luik          |            |
| Waux-Hall                                                                            | Spa                                                            | Spa                             | Luik          |            |
| Voormalig baduis                                                                     | Spa                                                            | Spa                             | Luik          |            |
| Abdijkerk van Stavelot                                                               | Stavelot                                                       | Stavelot                        | Luik          |            |
| Kasteelruïne van Franchimont                                                         | Franchimont                                                    | Theux                           | Luik          |            |
| Grotten van Fonds-de-Forêt                                                           | Fonds-de-Forêt                                                 | Trooz                           | Luik          |            |
| Stadhuis van Verviers                                                                | Verviers                                                       | Verviers                        | Luik          |            |
| Grand Théâtre                                                                        | Verviers                                                       | Verviers                        | Luik          |            |
| Sint-Pietersberg                                                                     | Ternaaien                                                      | Wezet                           | Luik          |            |
| Napoleontische tent in het Kasteel van Sélys-Longchamps                              | Borgworm                                                       | Borgworm                        | Luik          |            |
| Tumuli du Bois des Tombes                                                            | Borgworm                                                       | Borgworm                        | Luik          |            |
| Tumuli du Soleil                                                                     | Ambresin                                                       | Wasseiges                       | Luik          |            |
| Sint-Maartenskerk                                                                    | Aarlen                                                         | Aarlen                          | Luxemburg     |            |
| Jupiter- en Neptunustoren                                                            | Aarlen                                                         | Aarlen                          | Luxemburg     |            |
| Moerassen van Landbrough                                                             | Heinsch, Hachy, Toernich en Vance                              | Aarlen, Étalle                  | Luxemburg     |            |
| Sint-Pieterskerk                                                                     | Bastenaken                                                     | Bastenaken                      | Luxemburg     |            |
| Porte de Trèves                                                                      | Bastenaken                                                     | Bastenaken                      | Luxemburg     |            |
| Kasteel van Bouillon                                                                 | Bouillon                                                       | Bouillon                        | Luxemburg     |            |
| Lus van de Semois                                                                    | Frahan                                                         | Bouillon                        | Luxemburg     |            |
| Tombeau du Géant                                                                     | Rochehaut, Ucimont, Botassart, Corbion, Sensenruth             | Bouillon                        | Luxemburg     |            |
| Graanhal                                                                             | Durbuy                                                         | Durbuy                          | Luxemburg     |            |
| Muurschilderingen van de Sint-Martinuskerk                                           | Tohogne                                                        | Durbuy                          | Luxemburg     |            |
| Dolmens van Wéris                                                                    | Wéris                                                          | Durbuy                          | Luxemburg     |            |
| Versterking van Buzenol                                                              | Buzenol                                                        | Étalle                          | Luxemburg     |            |
| Abdijruïne van Orval                                                                 | Villers-devant-Orval                                           | Florenville                     | Luxemburg     |            |
| Orgel van de Sint-Pieter-en-Pauluskerk                                               | Steinbach                                                      | Gouvy                           | Luxemburg     |            |
| Kasteelruïne van Herbeumont                                                          | Herbeumont                                                     | Herbeumont                      | Luxemburg     |            |
| Kasteel van Deulin                                                                   | Deulin                                                         | Hotton                          | Luxemburg     |            |
| Sint-Pieterskerk                                                                     | Melreux                                                        | Hotton                          | Luxemburg     |            |
| Tunnel de Bernistap                                                                  | Houffalize                                                     | Houffalize                      | Luxemburg     |            |
| Le Hérou                                                                             | Le Hérou                                                       | Houffalize, La Roche-en-Ardenne | Luxemburg     |            |
| Le Cheslé en Ourthevallei                                                            | Le Cheslé                                                      | Houffalize, La Roche-en-Ardenne | Luxemburg     |            |
| Fange du Grand Passage                                                               | Bihain                                                         | Houffalize, Vielsalm            | Luxemburg     |            |
| La Fange aux Mochettes                                                               | Samrée                                                         | La Roche-en-Ardenne             | Luxemburg     |            |
| Hoogoven van Mellier                                                                 | Mellier                                                        | Léglise                         | Luxemburg     |            |
| Sint-Stefanuskerk                                                                    | Waha                                                           | Marche-en-Famenne               | Luxemburg     |            |
| Montquintin                                                                          | Montquintin                                                    | Rouvroy                         | Luxemburg     |            |
| Basiliek van Sint-Hubertus                                                           | Saint-Hubert                                                   | Saint-Hubert                    | Luxemburg     |            |
| Abtenpaleis                                                                          | Saint-Hubert                                                   | Saint-Hubert                    | Luxemburg     |            |
| Fonderie des cloches                                                                 | Tellin                                                         | Tellin                          | Luxemburg     |            |
| Collegiale kerk Sint-Begga                                                           | Andenne                                                        | Andenne                         | Namen         |            |
| Grotten van Sclayn                                                                   | Sclayn                                                         | Andenne                         | Namen         |            |
| Donjon de Crupet                                                                     | Crupet                                                         | Assesse                         | Namen         |            |
| Trou de l'Abîme                                                                      | Couvin                                                         | Couvin                          | Namen         |            |
| Onze-Lieve-Vrouwekerk                                                                | Dinant                                                         | Dinant                          | Namen         |            |
| Kasteel van Walzin                                                                   | Walzin                                                         | Dinant                          | Namen         |            |
| Rotsen van Freÿr                                                                     | Anseremme-Falmignoul                                           | Dinant                          | Namen         |            |
| Église Notre-Dame de Foy                                                             | Foy-Notre-Dame                                                 | Dinant                          | Namen         |            |
| Versterking van Hauterecenne                                                         | Furfooz                                                        | Dinant                          | Namen         |            |
| Maasvallei tussen Houx en Bouvignes                                                  |                                                                | Dinant, Yvoir                   | Namen         |            |
| Oude eik                                                                             | Liernu                                                         | Éghezée                         | Namen         |            |
| Tumuli van Seron                                                                     | Forville                                                       | Fernelmont                      | Namen         |            |
| Kasteel van Fernelmont                                                               | Noville-les-Bois                                               | Fernelmont                      | Namen         |            |
| Abdij van Floreffe                                                                   | Floreffe                                                       | Floreffe                        | Namen         |            |
| Kasteel van Morialmé                                                                 | Morialmé                                                       | Florennes                       | Namen         |            |
| Collégiale Saint-Feuillen                                                            | Fosses-la-Ville                                                | Fosses-la-Ville                 | Namen         |            |
| Abdij en Belfort van Gembloux                                                        | Gembloux                                                       | Gembloux                        | Namen         |            |
| Kasteel van Corroy-le-Château                                                        | Corroy-le-Château                                              | Gembloux                        | Namen         |            |
| Windmolen Defrenne                                                                   | Grand-Leez                                                     | Gembloux                        | Namen         |            |
| Grotten van Goyet                                                                    | Goyet                                                          | Gesves                          | Namen         |            |
| Kasteel van Haltinne                                                                 | Haltinne                                                       | Gesves                          | Namen         |            |
| Kasteel van Freÿr                                                                    | Freÿr                                                          | Hastière                        | Namen         |            |
| Aiguilles de Chaleux                                                                 | Chaleux                                                        | Houyet                          | Namen         |            |
| Sint-Hadelinuskerk                                                                   | Celles                                                         | Houyet                          | Namen         |            |
| Kasteel van Vêves                                                                    | Vêves                                                          | Houyet                          | Namen         |            |
| Grot van Spy                                                                         | Spy                                                            | Jemeppe-sur-Sambre              | Namen         |            |
| Donjon van Villeret                                                                  | Villeret                                                       | Jemeppe-sur-Sambre              | Namen         |            |
| Kasteel van Bossière                                                                 | Saint-Gérard                                                   | Mettet                          | Namen         |            |
| Kathedraal van Namen                                                                 | Namen                                                          | Namen                           | Namen         |            |
| Citadel van Namen                                                                    | Namen                                                          | Namen                           | Namen         |            |
| Onze-Lieve-Vrouwekerk                                                                | Namen                                                          | Namen                           | Namen         |            |
| Saint-Loupkerk                                                                       | Namen                                                          | Namen                           | Namen         |            |
| Halle al'Chair                                                                       | Namen                                                          | Namen                           | Namen         |            |
| Arsenaal                                                                             | Namen                                                          | Namen                           | Namen         |            |
| Belfort van Namen                                                                    | Namen                                                          | Namen                           | Namen         |            |
| Hôtel de Groesbeeck - de Croix                                                       | Namen                                                          | Namen                           | Namen         |            |
| Hôtel de Gaiffier d'Hestroy                                                          | Namen                                                          | Namen                           | Namen         |            |
| Stadion en Groentheater                                                              | Namen                                                          | Namen                           | Namen         |            |
| Rotsen van Marche-les-Dames                                                          | Marche-les-Dames                                               | Namen                           | Namen         |            |
| Abdij Notre-Dame du Vivier                                                           | Marche-les-Dames                                               | Namen                           | Namen         |            |
| Kasteel van Hodoumont                                                                | Ohey                                                           | Ohey                            | Namen         |            |
| Kasteelhoeve van Baya                                                                | Goesnes                                                        | Ohey                            | Namen         |            |
| Sint-Hubertuskapel                                                                   | Libois                                                         | Ohey                            | Namen         |            |
| Kasteel van Montaigle                                                                | Falaën                                                         | Onhaye                          | Namen         |            |
| Kasteel van Lavaux-Sainte-Anne                                                       | Lavaux-Sainte-Anne                                             | Rochefort                       | Namen         |            |
| Cluse du Ry d'Ave                                                                    | Han-sur-Lesse                                                  | Rochefort                       | Namen         |            |
| Kasteel van Sombreffe                                                                | Sombreffe                                                      | Sombreffe                       | Namen         |            |
| Fondry des Chiens                                                                    | Nismes                                                         | Viroinval                       | Namen         |            |
| Roche à Lomme en Montagne-aux-Buis                                                   | Nismes, Dourbes                                                | Viroinval                       | Namen         |            |
| Sint-Maternusbasiliek                                                                | Walcourt                                                       | Walcourt                        | Namen         |            |
| Kasteel Poilvache                                                                    | Yvoir                                                          | Yvoir                           | Namen         |            |